# Beltrando
Beltrando je priimek več oseb:    
- Antonio Beltrando, italijanski rimskokatoliški škof
- Marie-Claire Beltrando-Patier, francoska zgodovinarka glasbe